# Ateuchus latus
Ateuchus latus là một loài bọ cánh cứng trong họ Bọ hung (Scarabaeidae).